# St. Alexander (Schmallenberg)

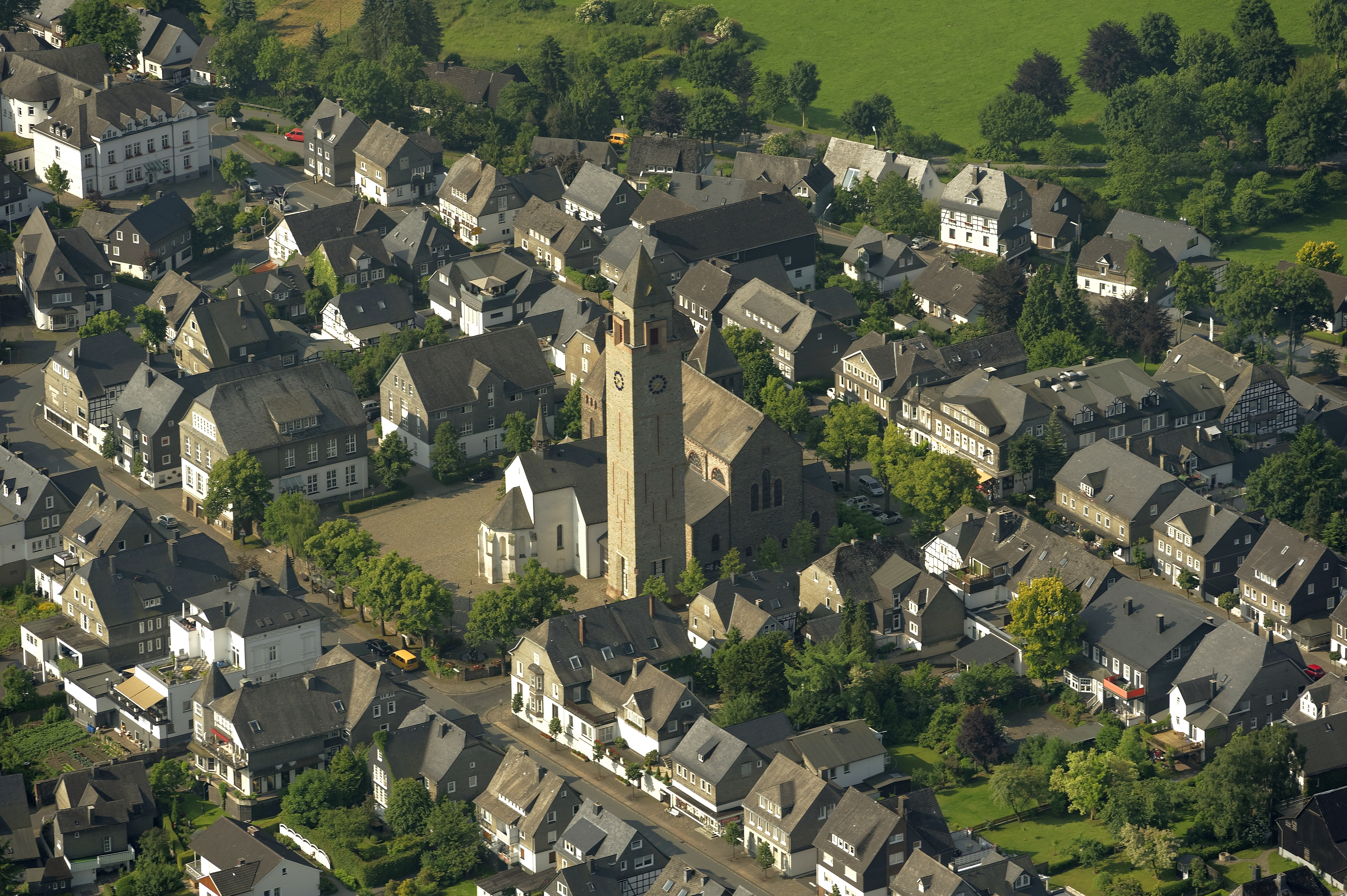
St.-Alexander-Kirche (Luftaufnahme)

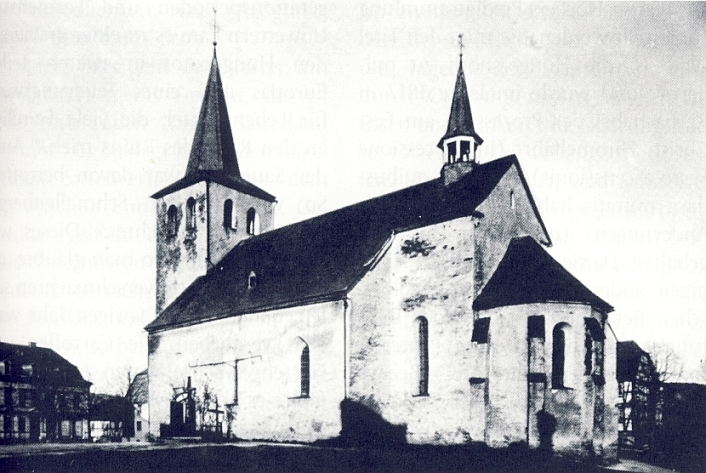
Kirche um 1900

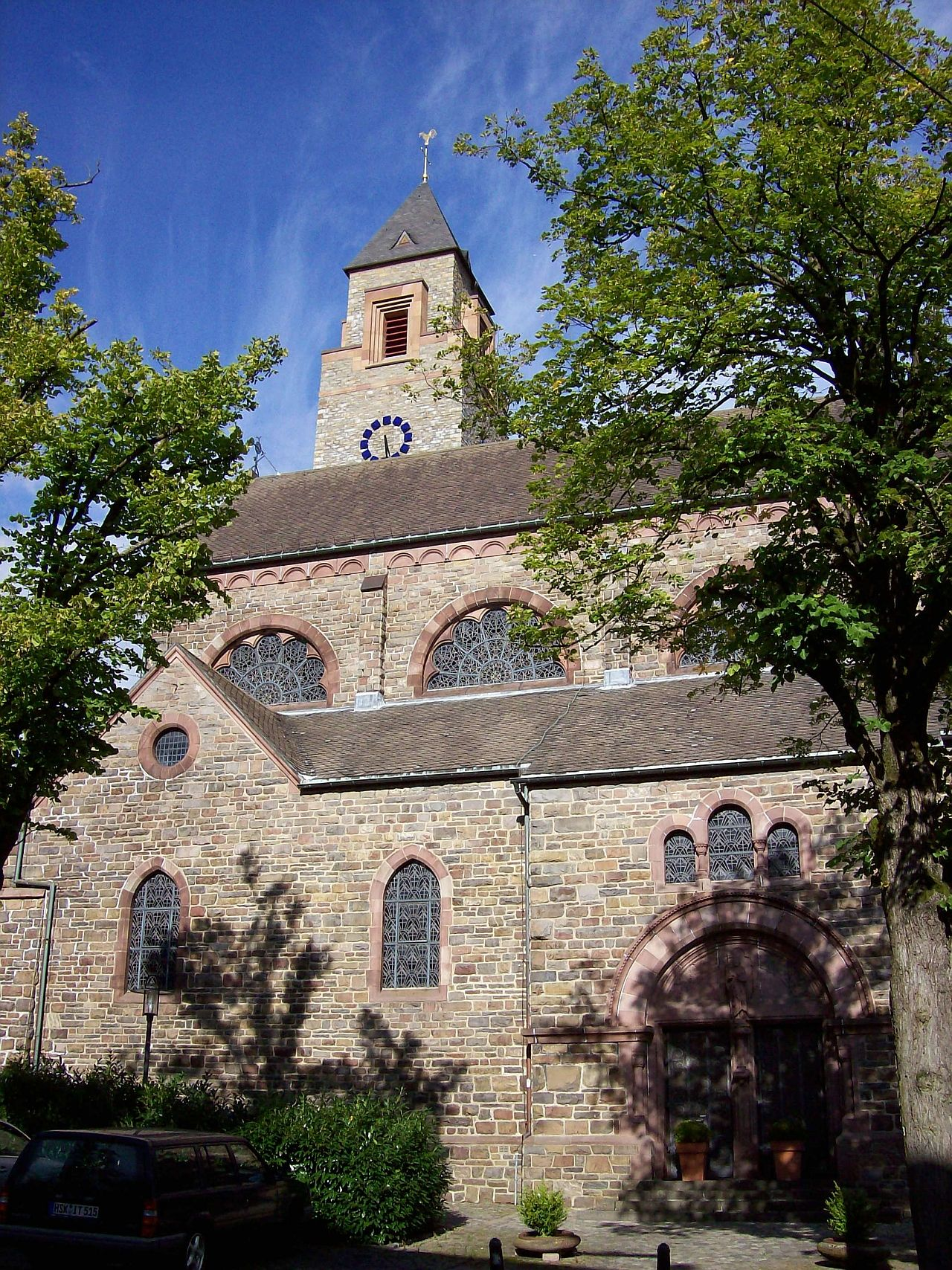
St.-Alexander-Kirche

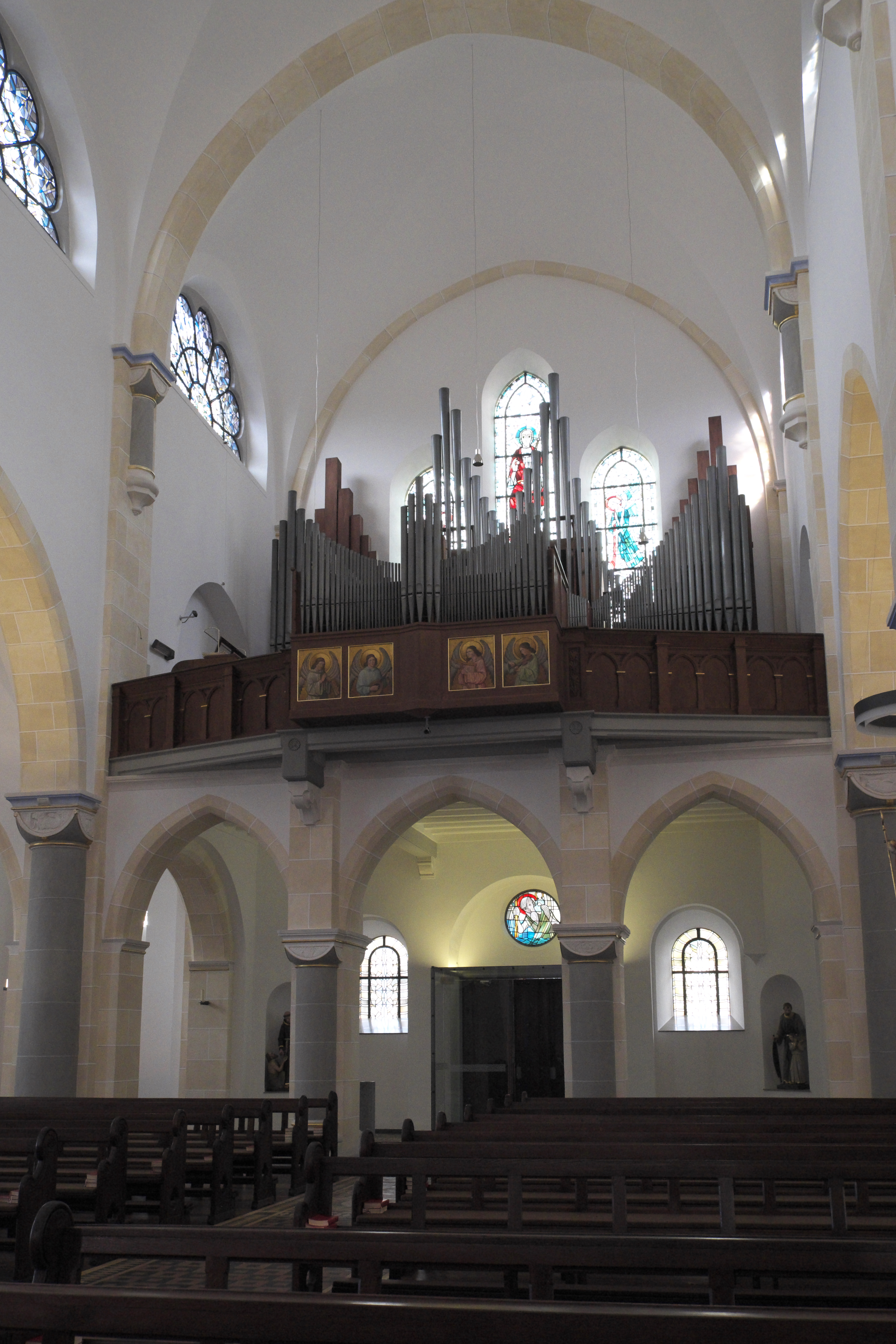
Blick auf die Orgel

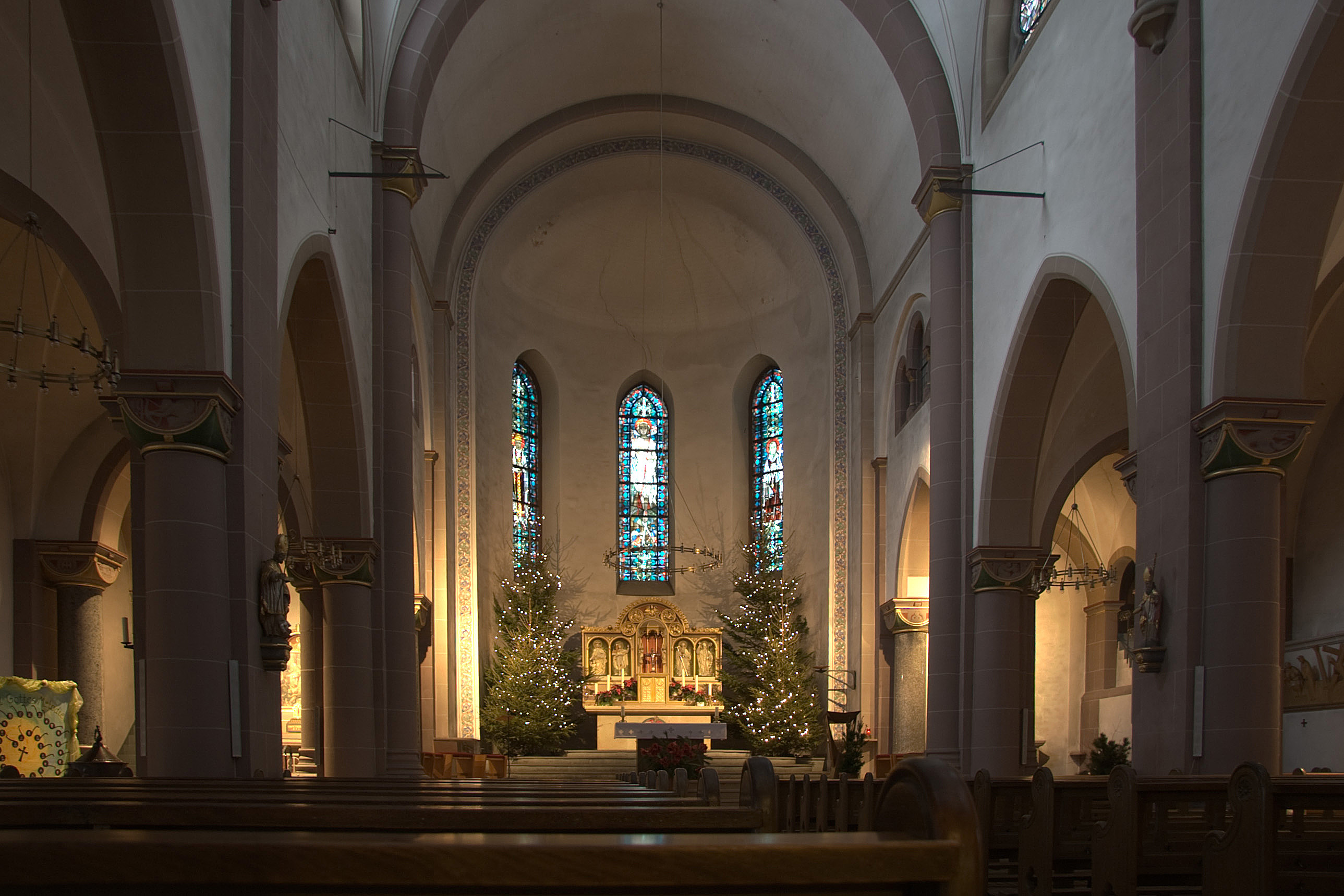
Innenraum

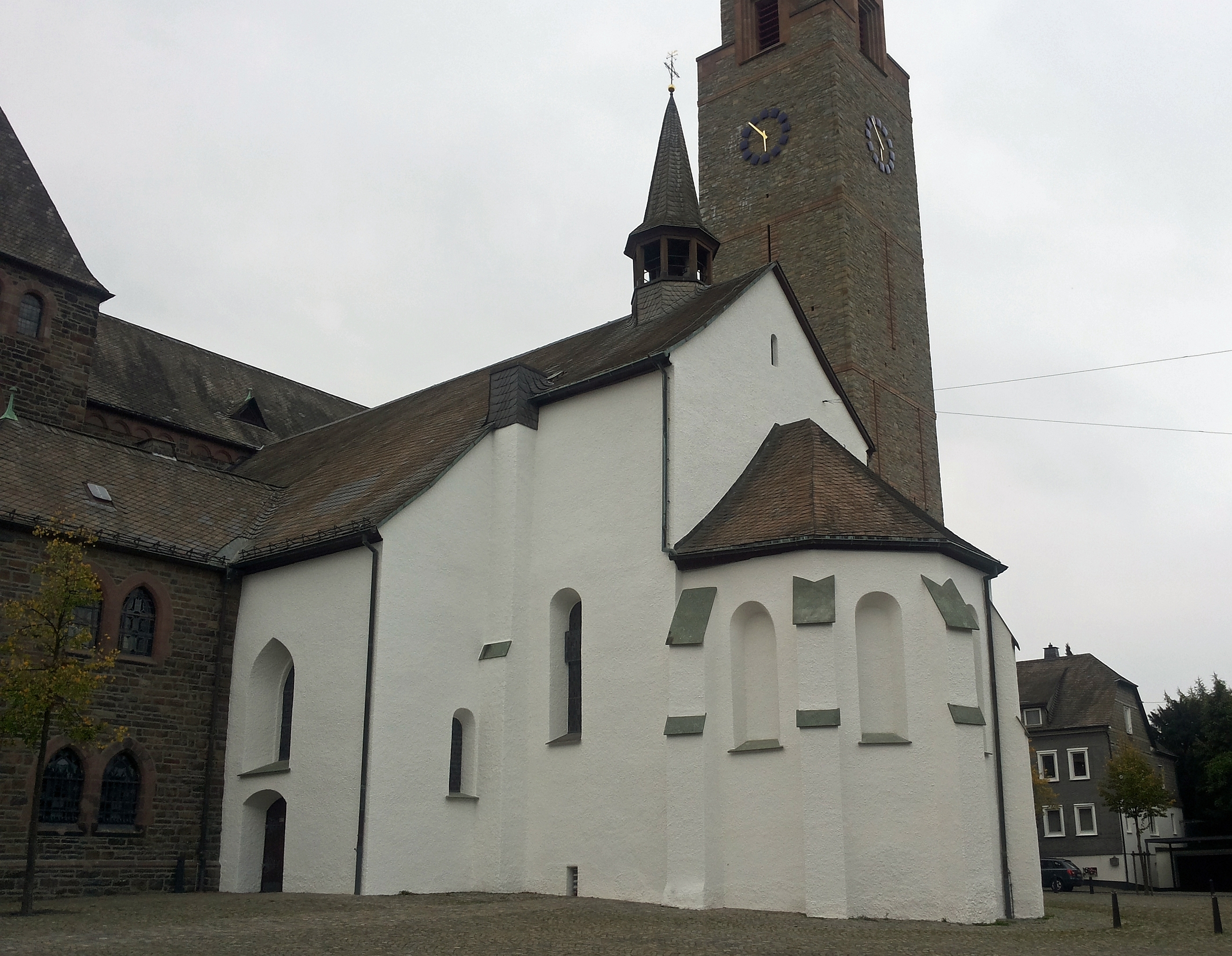
Historischer Teil

Die St.-Alexander-Kirche ist eine römisch-katholische Kirche in Schmallenberg. Pfarrpatron ist der heilige Alexander von Rom. Sie gehört zum Dekanat Hochsauerland-Mitte im Erzbistum Paderborn.

## Geschichte
Das denkmalgeschützte Gebäude besteht aus einem nach Osten gerichteten älteren Teil aus dem 13. Jahrhundert. Heute sind Reste der Barockausstattung erhalten, darunter auch ein kleines Vesperbild aus der 2. Hälfte des 15. Jahrhunderts. 1905 wurde nach dem Abbruch des alten Turmes der Erweiterungsbau im Stile der Neuromanik nach Entwürfen des Aachener Dombaumeisters Joseph Buchkremer errichtet. Die feierliche Konsekration durch den Erzbischof von Paderborn fand erst 1911 statt. Der Altar im Nazarenerstil ist dem Stadtpatron St. Valentin geweiht. 
Im Jahr 1955 wurde der Innenraum renoviert. Der Kirchturm musste erneut 1996 abgerissen werden. Am 12. September 2004 wurde der neue Kirchturm eingeweiht. Der Turm nach Plänen des Kölner Architekten Hans Schilling besitzt eine Höhe von 50 Metern und besteht aus Beton, der mit belgischer Grauwacke verkleidet ist. Seine Baukosten betrugen 2,5 Millionen Euro. Nach einer Außenrenovierung begann im Juli 2012 die Innenrenovierung der Kirche. Die Renovierung des Innenraums kostet 1,413 Mio. Euro.
Der Kirchengemeinde gehören 4.300 Mitglieder an.

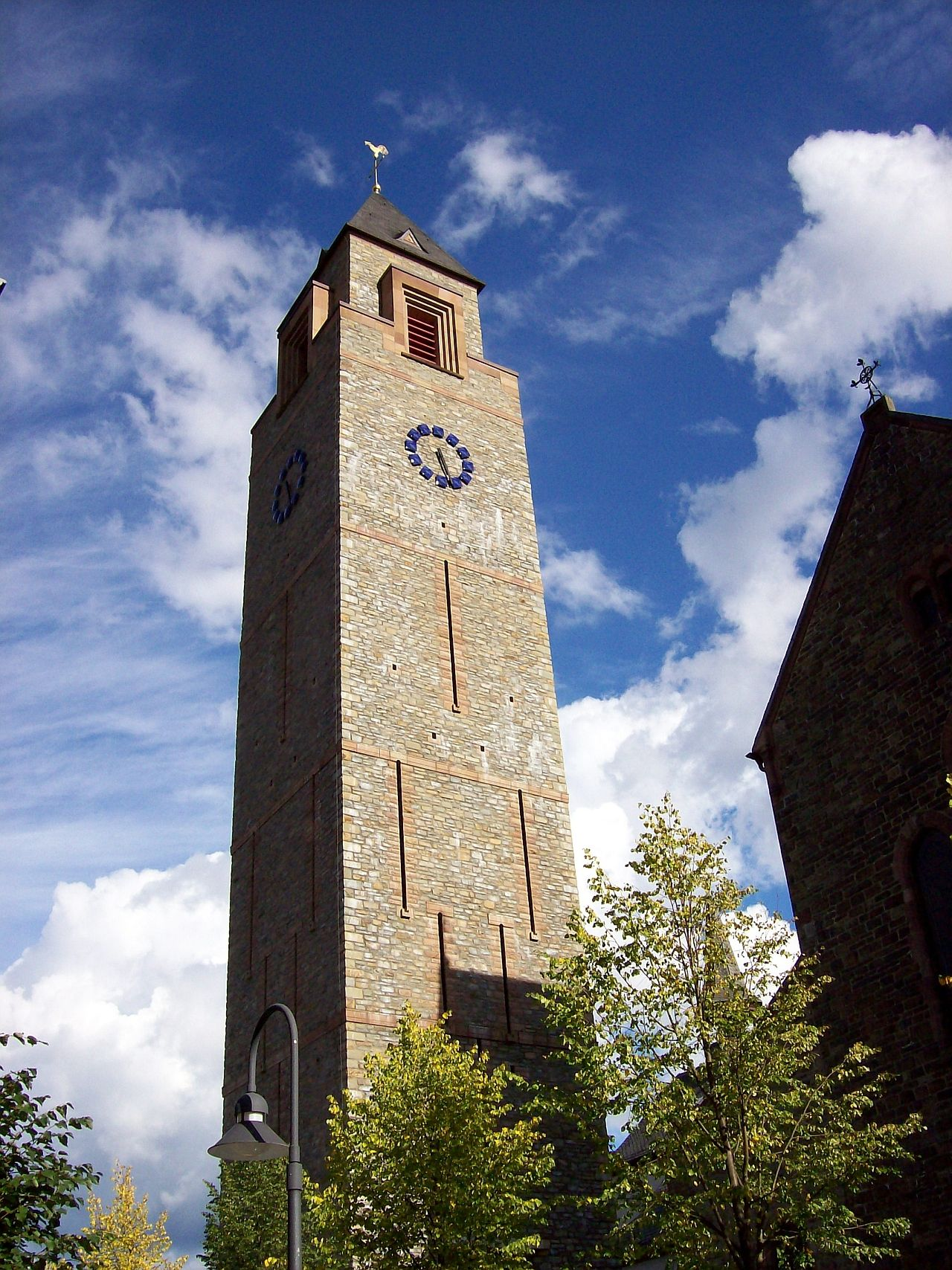
Kirchturm
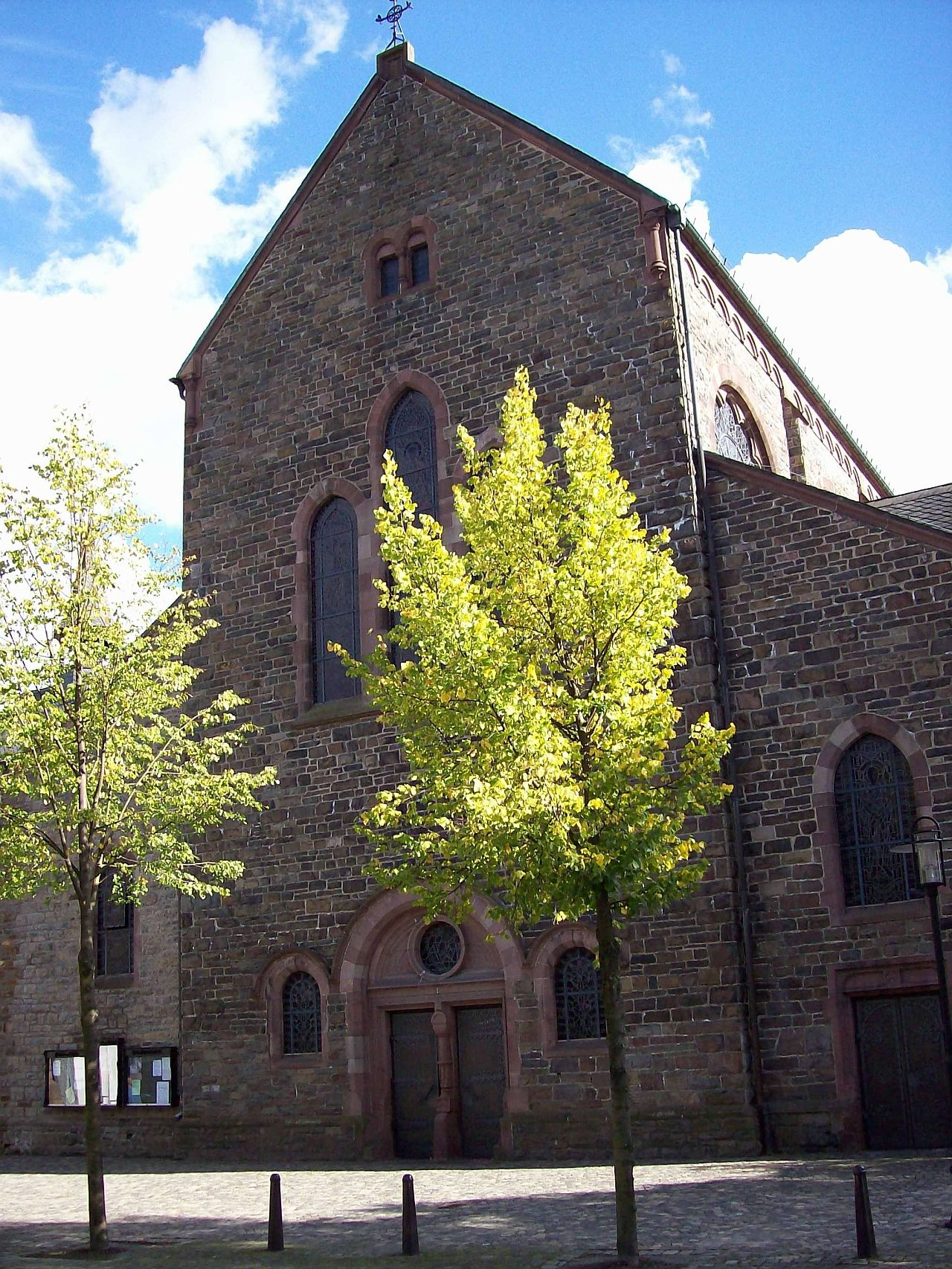
Haupteingang
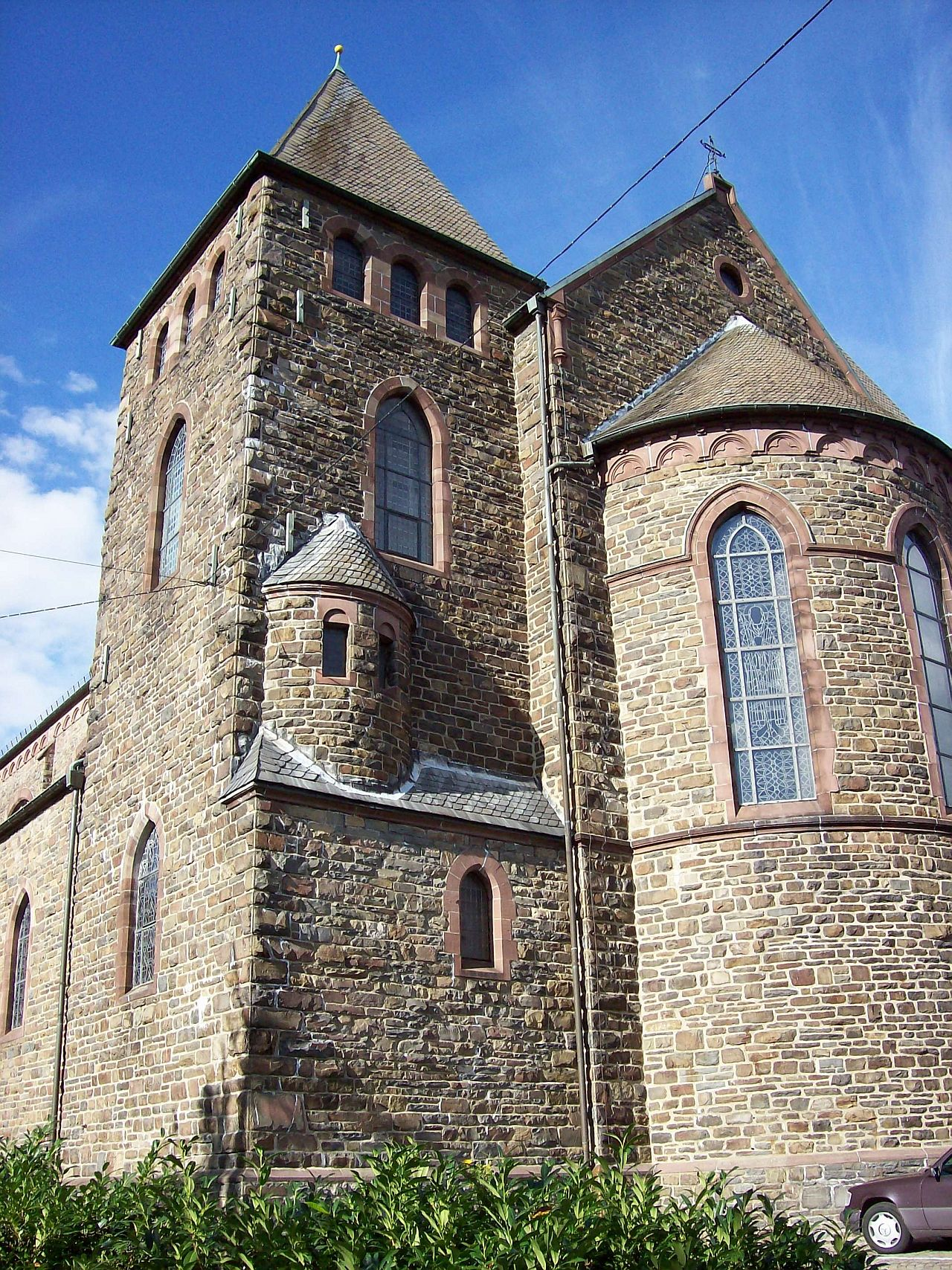
Seitenansicht
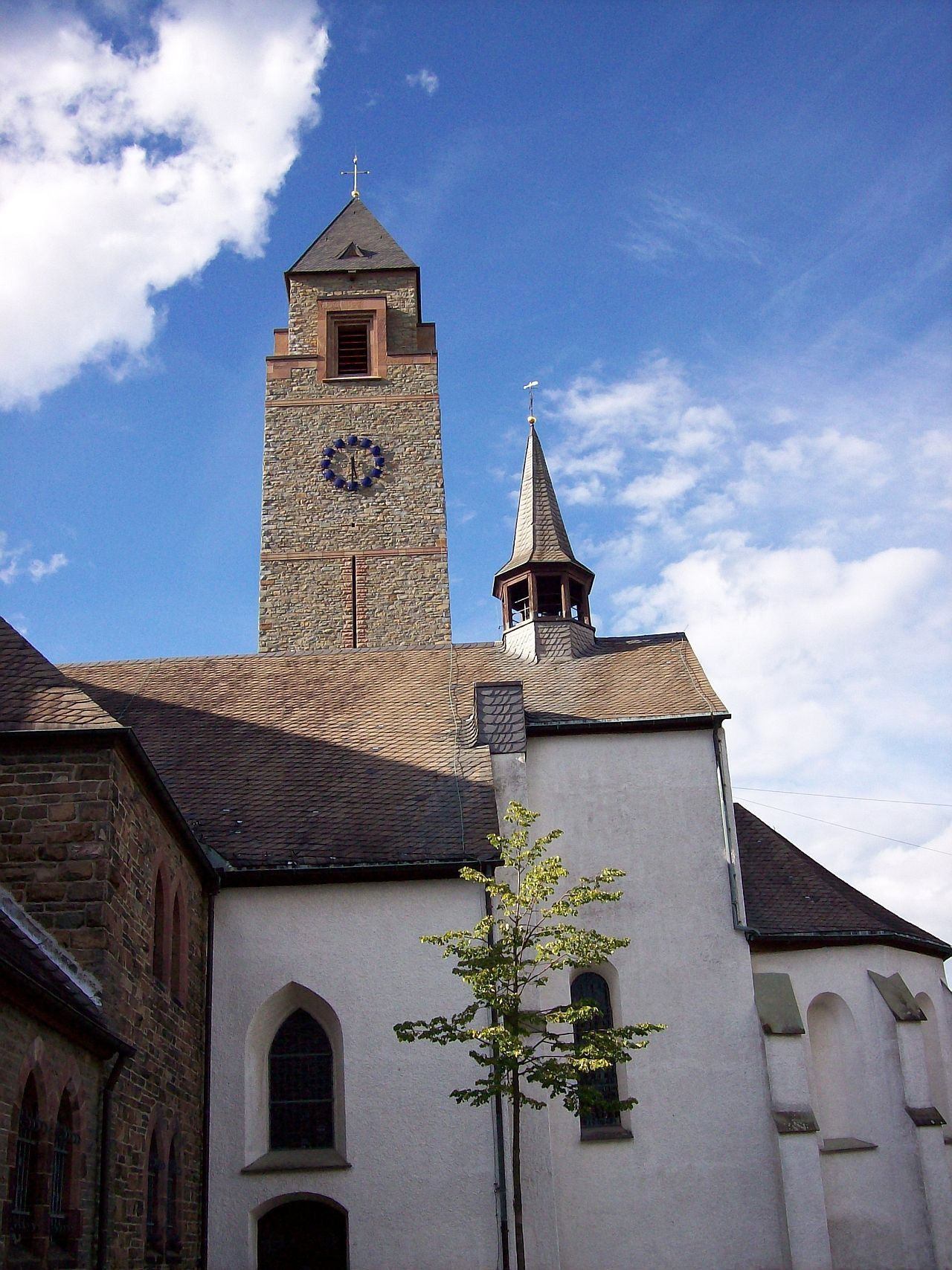
Eingang Historischer Teil
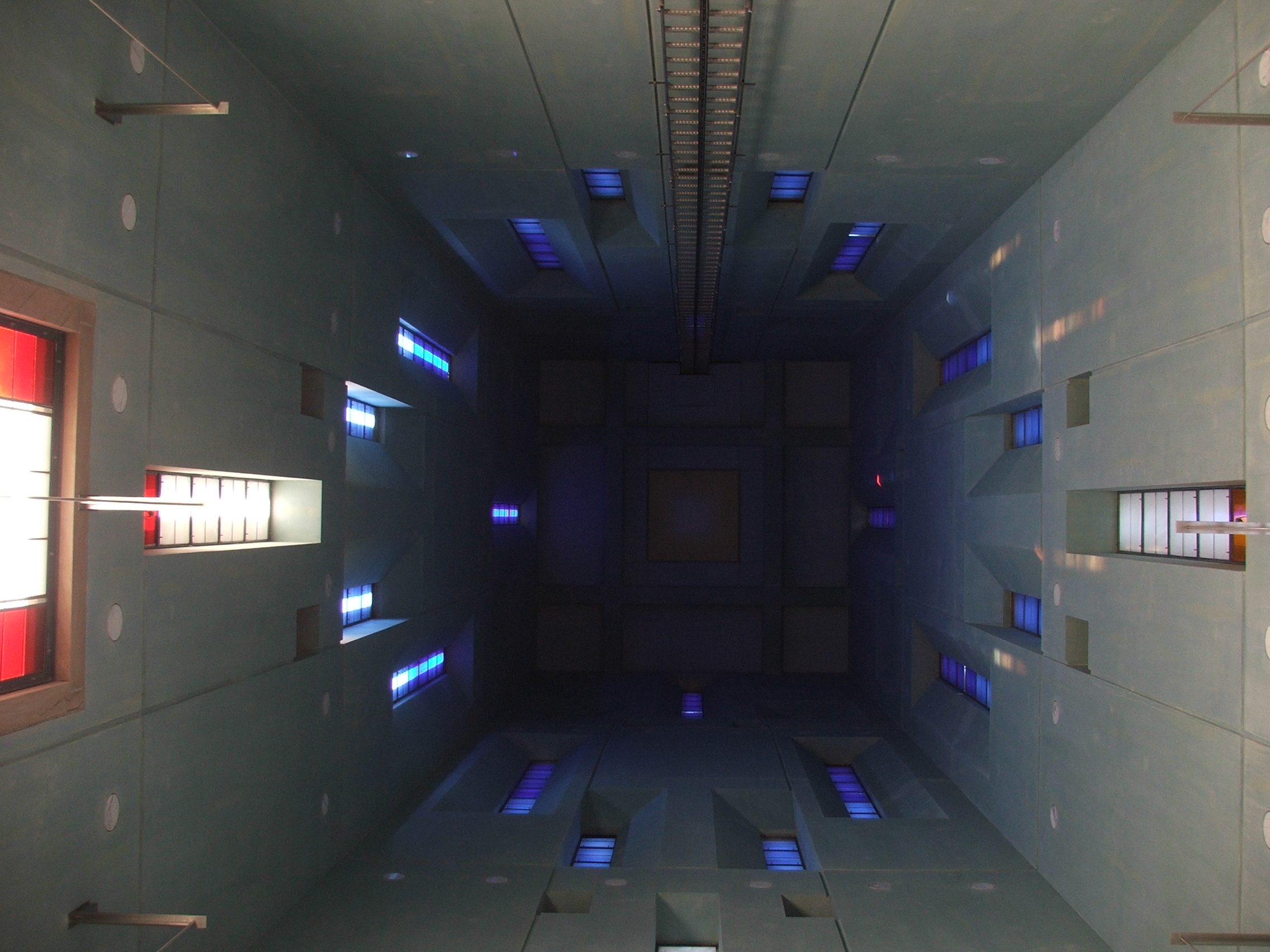
Kirchturm von Innen
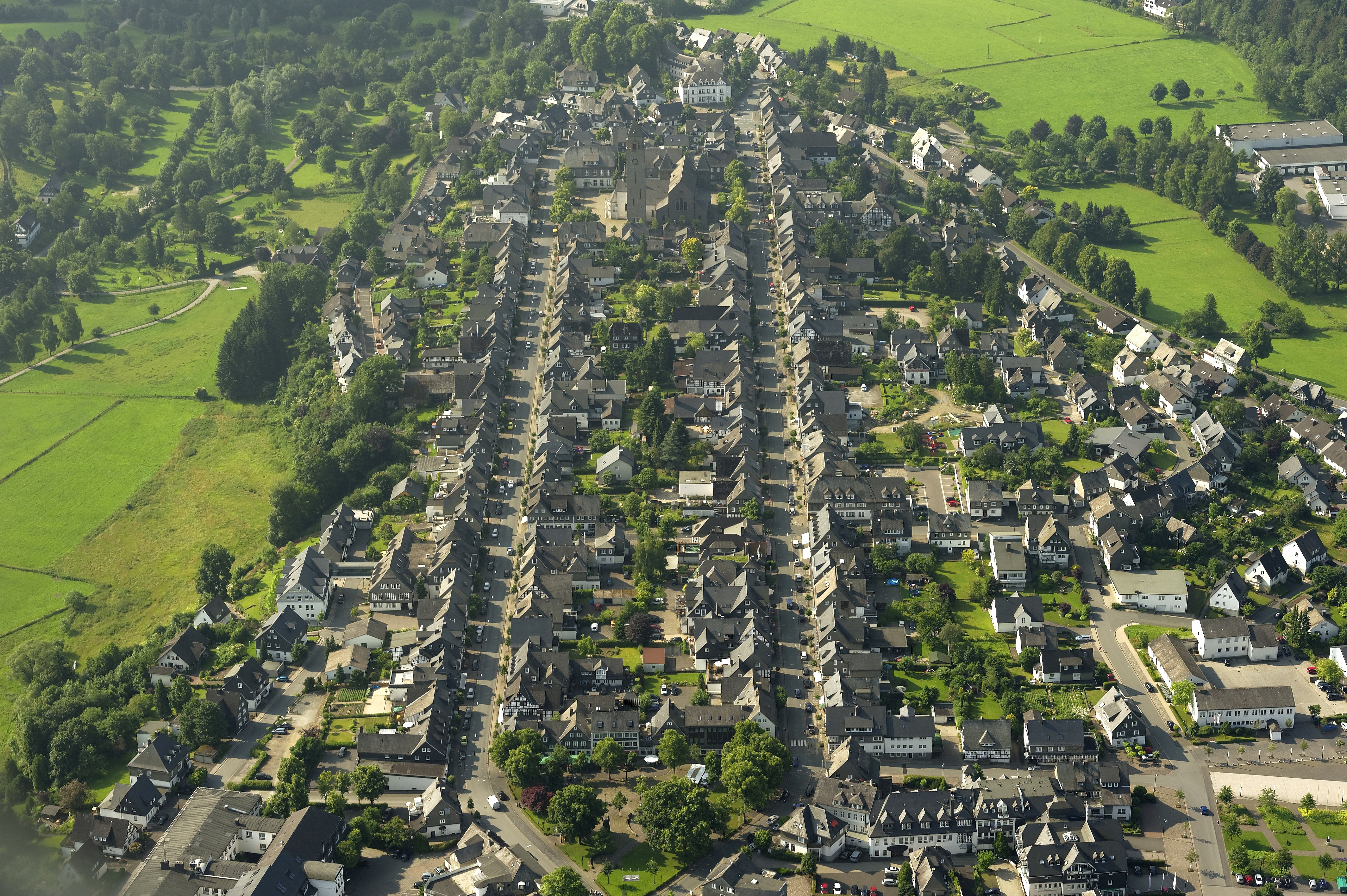
Ansicht der Kirche inmitten des Ortes

## Orgel
Die Orgel wurde 1944 von dem Orgelbauer Klais (Bonn) erbaut. Das Instrument wurde mehrfach geringfügig verändert, und zuletzt in den Jahren 2012–2013 umfassend überholt und teilweise in den Ursprungszustand zurückversetzt. Es hat heute 36 Register auf drei Manualen und Pedal. Die Spiel- und Registertrakturen sind elektrisch.
| I Hauptwerk C–g3 |       |
| Gedacktpommer    | 16′   |
| Prinzipal        | 8′    |
| Gemshorn         | 8′    |
| Lieblich Gedackt | 8′    |
| Octave           | 4′    |
| Hohlflöte        | 4′    |
| Rauschquinte II  | 2 ⁄3′ |
| Mixtur IV        | 1 ⁄3′ |
| Trompete         | 8′    |

| II Rückpositiv C–g3 |       |
| Rohrgedackt         | 8′    |
| Quintade            | 8′    |
| Praestant           | 4′    |
| Blockflöte          | 4′    |
| Prinzipal           | 2′    |
| Sifflöte            | 1 ⁄3′ |
| Sesquialter II      | 1 ⁄3′ |
| Scharff III-IV      | 1′    |
| Krummhorn           | 8′    |
| Tremulant           |       |

| III Schwellwerk C–g3 |       |
| Holzflöte            | 8′    |
| Salicional           | 8′    |
| Schwebung            | 8′    |
| Prinzipal            | 4′    |
| Querflöte            | 4′    |
| Nasard               | 2 ⁄3′ |
| Waldflöte            | 2′    |
| Terzcymbel III-IV    | 1 ⁄3′ |
| Schalmei             | 8′    |

| Pedal C–f1        |         |
| Prinzipalbass     | 16′     |
| Subbass           | 16′     |
| Zartbass (aus HW) | 16′     |
| Quintbass         | 10 2⁄3′ |
| Octavbass         | 8′      |
| Gedacktbass       | 8′      |
| Choralbass        | 4′      |
| Nachthorn         | 2′      |
| Posaune           | 16′     |

- Koppeln:
  - Normalkoppeln: II/I, III/I, III/II, I/P, II/P, III/P
  - Suboktavkoppeln: II/I, II/II, III/I, III/II, III/III